# Stanisław Chałupa
Stanisław Józef Chałupa (ur. 14 stycznia 1915 w Zalasiu, zm. 24 kwietnia 2004 w Katowicach) – kapitan pilot Polskich Sił Powietrznych w Wielkiej Brytanii, kawaler Orderu Virtuti Militari.

## Życiorys
Syn Wincentego i Heleny z domu Małodobra. W Krakowie-Prokociumiu ukończył szkołę powszechną, następnie rozpoczął naukę w IX Gimnazjum im. Hoene-Wrońskiego. Tam w 1935 roku zdał maturę, po której zgłosił się do wojska. Początkowo otrzymał przydział do Szkoły Podchorążych Artylerii we Włodzimierzu Wołyńskim, ale po trzech miesiącach poprosił o przeniesienie do lotnictwa. Został przyjęty do Szkoły Podchorążych Lotnictwa w Dęblinie, którą ukończył 15 października 1938 roku (XI promocja, 26 lokata) i został promowany na podporucznika pilota z przydziałem do 123 eskadry myśliwskiej w 2. Pułku Lotniczym. W składzie tej jednostki brał udział w zajęciu Zaolzia. W czerwcu 1936 roku został skierowany na kurs radiokomunikacyjny.
W czasie kampanii wrześniowej jego jednostka, wyposażona w samoloty PZL P.7a, weszła w skład Brygady Pościgowej. 5 września po południu Chałupa wraz z ppor. Erwinem Kawnikiem i pchor. Tadeuszem Kratke zestrzelili nierozpoznany niemiecki bombowiec (z dokumentów Luftwaffe wynika, że był to He 111).
Został ewakuowany do Rumunii, gdzie trafił do obozu w Băile Govora. Stąd przedostał się do portu Bałczik, skąd na pokładzie statku "Patris", przez Maltę, przedostał się do Francji. 17 listopada wylądował w Marsylii i trafił do bazy w Lyon, następnie 7 stycznia 1940 roku został skierowany na przeszkolenie do Montpellier. Po jego ukończeniu 27 marca 1940 roku trafił do Klucza Frontowego Nr 5 „Br” walczącego przy Groupe de Chasse I/2 w Xaffévillers. W kampanii francuskiej latał na samolotach Morane-Saulnier MS.406 i strącił 2 i 2/3 samolotu.
W obliczu nadciągającej klęski Francji przedostał się do portu Saint-Jean-de-Luz skąd na pokładzie brytyjskiego statku "Arandora Star" odpłynął do Wielkiej Brytanii. 27 czerwca 1940 roku wylądował w Liverpoolu. Otrzymał numer służbowy RAF P-1300 i 23 lipca został przydzielony do 302 dywizjonu „Poznańskiego”. Podczas bitwy o Anglię wykonał 19 lotów operacyjnych. 20 września jego samolot został poważnie uszkodzony podczas walki powietrznej i pilot lądował przymusowo. Odniósł obrażenia twarzy, które w późniejszym czasie spowodowały u niego problemy z zatokami. Przeszedł operację chirurgiczną nosa, po której już nie latał bojowo. Za zasługi w walkach nad Francją i Wielką Brytanią 23 grudnia 1940 roku został odznaczony przez gen. Władysława Sikorskiego Krzyżem Srebrnym Virtuti Militari.
W czerwcu 1941 roku został przesunięty do personelu naziemnego i służył w Dywizjonie 315 jako kontroler w naziemnym stanowisku dowodzenia, w czerwcu 1943 r. powrócił do Dywizjonu 302. W czerwcu 1944 roku ukończył kurs instruktorski w 16 (Polish) Service Flying Training School (16 (P)SFTS) w Newton, w styczniu 1945 r. ukończył kurs w 3 (Pilots) Advanced Flying Unit w South Cerney. Następnie powrócił do służby w 16 (P)SFTS na stanowisku instruktora nawigacji.
Został zdemobilizowany w 1946 roku, pozostał na emigracji w Anglii, później wyjechał do Kanady w 1948 Próbował sił jako farmer, później osiadł w Hamilton, gdzie pracował w warsztacie samochodowym i w firmie produkującej maszyny ogrodnicze. Powrócił do Polski w 1995 roku. Zmarł 24 kwietnia 2004 roku w Katowicach, miał 89 lat. Spoczął na Cmentarzu Prokocim w Krakowie.

## Zwycięstwa powietrzne
Na liście Bajana zajmuje 60. pozycję z wynikiem zestrzeleń 3 i 2/3 pewnych i 2 prawdopodobnych.
Zestrzelenia pewne:
- 1/3 He 111 – 6 września 1939[5]
- 1/3 x He 111 - 2 czerwca 1940
- Me 109 – 8 czerwca 1940
- Ju 87 – 8 czerwca 1940
- 1/3 x Ju 87 - 8 czerwca 1940
- Do 17 – 15 września 1940 (pilotował Hurricane I, WX-U nr P3923)

Zestrzelenia prawdopodobne:
- Ju 88 – 21 sierpnia 1940 (pilotował Hurricane I, WX-T nr P3934)
- Do 215 – 15 września 1940 (pilotował Hurricane I, WX-U nr P3923)

## Ordery i odznaczenia
- Krzyż Srebrny Orderu Virtuti Militari nr 8993[8]
- Krzyż Walecznych
- Medal Lotniczy (dwukrotnie)[7]
- francuski Croix de Guerre 1939–1945 – przyznane w 1940, wręczone 13 października 2000 we francuskim konsulacie w Krakowie